# Cylindre cubique

Construction d'un cylindre cubique par translation du cylindre vers une quatrième dimension

En géométrie, un cylindre cubique ou cubindre est une forme géométrique généralisant le cylindre en dimension 4. Cet objet peut être construit en déplaçant le cylindre (déjà centré sur les axes x y et z) d'une unité le long de l'axe w : le cylindre cubique est alors l'ensemble de toutes ses positions durant ce déplacement.
On remarque l'apparition de deux nouveaux cylindres verticaux (le bleu et le jaune sur la figure ci-à-droite). Bien qu'apparaissant différemment par rapport aux deux premiers, ils sont bien des mêmes dimensions, c'est-à-dire réguliers et de longueurs unitaires. 
Mais le cubindre ne se ramène pas seulement à 4 cylindres mis bout à bout, en effet, il contient également un tore à section carrée délimité par ceux-ci. 

Les différents éléments composant un cylindre cubique : quatre cylindres (en rouge, mauve, bleu et jaune), et un tore à section carrée (en vert, creux au centre)

Sur la figure ci-à-gauche les cylindres peuvent paraître non réguliers et le tore carré peut paraître un peu aplati, mais en réalité ils sont bel et bien droits et réguliers, ces déformations proviennent de la difficulté à représenter une figure à 4 dimensions dans un espace à deux dimensions.
Sa caractéristique d'Euler-Poincaré vaut 0, comme celle d'une hypersphère de dimension 4.